# Arrondissement de Schleusingen
L'arrondissement de Schleusingen est un arrondissement de la province de Saxe en Prusse, de la zone d'occupation soviétique puis de l'Allemagne de l'Est, existant entre 1816 et 1952. De 1946 à 1952, il porte le nom d'arrondissement de Suhl. En 1939, l'arrondissement comprend les villes de Schleusingen et Suhl, 45 autres communes et six districts forestiers.

## Histoire

### Prédécesseur de l'arrondissement dans le comté d'Henneberg et dans l'électorat de Saxe
Le territoire de l'arrondissement de Schleusingen appartenait à l'origine au comté d'Henneberg. Après la mort des comtes d'Henneberg (de), 5/12 des possessions d'Henneberg reviennent à l'électorat de Saxe en 1660. Cela concerne les bureaux de Schleusingen (de), Suhl (de) et Kühndorf (de) avec Benshausen (sans Schwarza, qui est passé aux comtes de Stolberg), qui sont désormais rattachés en tant qu'exclaves à la principauté albertine de Saxe-Zeitz, fondée en 1657. Après l'extinction de la ligne Saxe-Zeitz, les bureaux de Schleusingen, Suhl et Kühndorf échoient à l'électorat de Saxe.

### Royaume de Prusse
Dans le cadre des réformes administratives prussiennes après le Congrès de Vienne, le nouveau arrondissement d'Henneberg est créé le 1er octobre 1816 dans le district d'Erfurt dans la province de Saxe. Le bureau de l'arrondissement est à Schleusingen. L'arrondissement reçoit ensuite le nom de Schleusingen. Il se compose de la partie électorale saxonne de l'ancien comté d'Henneberg avec les trois bureaux de Schleusingen, Suhl et Kühndorf, et de l'exclave de Schwarza dans le comté de Stolberg-Wernigerode, qui a été cédée à la Prusse. L'arrondissement forme une exclave de la province de Saxe et est entouré des petits États de Thuringe de Saxe-Cobourg-Gotha, de Saxe-Weimar-Eisenach et de Saxe-Meiningen, ainsi que de l'arrondissement hessois de la seigneurie de Schmalkalden.

### État libre de Prusse
À partir du 1er juillet 1929, Suhl devient chef-lieu de l'arrondissement et le bureau de l'arrondissement est transféré de Schleusingen à Suhl. Le 30 septembre 1929, une réforme territoriale a lieu dans l'arrondissement de Schleusingen, conformément à l'évolution dans le reste de l'État libre de Prusse, au cours de laquelle presque tous les districts de domaine indépendants sont dissous et attribués aux communes voisines.
Après la dissolution de la province de Saxe le 1er juillet 1944, l'arrondissement continue certes à appartenir à la Prusse, mais il est désormais placé sous l'administration du gouverneur du Reich pour la Thuringe à Weimar. Au printemps 1945, l'arrondissement est d'abord occupé par les forces américaines, mais devient ensuite une partie de l'État de Thuringe dans la zone d'occupation soviétique.

### Zone d'occupation soviétique / RDA
Le 1er octobre 1945, la commune de Stützerbach est transférée de l'arrondissement de Schleusingen à l'arrondissement d'Arnstadt (de). Dans le même temps, la commune de Zella-Mehlis est transférée de l'arrondissement de Meiningen (de) à l'arrondissement de Schleusingen,. Le 30 janvier 1946, l'arrondissement de Schleusingen est rebaptisé arrondissement de Suhl.
Dans le cadre de la première réforme d'arrondissement en RDA le 1er juillet 1950, la délimitation de l'arrondissement de Suhl change sensiblement, :
- La commune de Gehlberg est transférée de l'arrondissement d'Arnstadt à l'arrondissement de Suhl.
- Les communes de Marisfeld, Oberstadt et Schmeheim sont passées de l'arrondissement de Hildburghausen à l'arrondissement de Suhl.
- La commune d'Oberhof est transférée de l'arrondissement de Gotha à l'arrondissement de Suhl.
- La commune de Möckers est passée de l'arrondissement de Meiningen à l'arrondissement de Suhl.
- Les villes de Schmalkalden et Steinbach-Hallenberg ainsi que les communes d'Altersbach, Asbach, Aue, Bermbach, Breitenbach, Floh, Grumbach, Haindorf, Herges-Hallenberg, Mittelschmalkalden, Mittelstille, Näherstille, Oberschönau, Reichenbach, Rotterode, Schnellbach, Seligenthal, Springstille, Struth-Helmershof, Unterschönau, Volkers et Weidebrunn sont transférées de l'arrondissement dissous de Schmalkalden à l'arrondissement de Suhl.
- La ville de Schleusingen et les communes d'Ahlstädt, Benshausen, Bischofrod, Eichenberg, Fischbach, Geisenhöhn, Gerhardtsgereuth, Gethles, Gottfriedsberg, Heckengereuth, Hinternah, Kloster Veßra, Langenbach, Neuendambach, Neuhof, Oberrod, Rappelsdorf, Ratscher, Sankt Kilian, Steinbach, Waldau et Wiedersbach sont passés de l'arrondissement de Suhl à l'arrondissement de Hildburghausen.

La réforme administrative en RDA du 25 juillet 1952 apporte d'autres changements de territoires importants :
- Les communes de Frauenwald et Vesser de l'arrondissement de Suhl sont transférées au nouveau arrondissement d'Ilmenau (de).
- Toutes les villes et communes de l'ancien arrondissement de Schmalkalden qui sont intégrées à l'arrondissement de Suhl en 1950 et la commune de Möckers sont transférées dans le nouveau arrondissement de Schmalkalden (de).
- Le territoire restant de l'arrondissement de Suhl, avec la ville de Schleusingen et les communes d'Ahlstädt, Benshausen, Bischofrod, Eichenberg, Fischbach, Hinternah et Sankt Kilian du district de Hildburghausen, forme l'arrondissement de Suhl-Campagne (de).
- Les arrondissements d'Ilmenau, Schmalkalden et Suhl-Campagne sont assignés au nouveau district de Suhl.

## Évolution de la démographie
| Année | Habitants | Source |
| ----- | --------- | ------ |
| 1816  | 25 598    | [ 7 ]  |
| 1843  | 34.007    | [ 8 ]  |
| 1871  | 38 199    | [ 9 ]  |
| 1890  | 44 256    | [ 10 ] |
| 1900  | 47 726    | [ 10 ] |
| 1910  | 55 189    | [ 10 ] |
| 1925  | 58 833    | [ 10 ] |
| 1933  | 59 369    | [ 10 ] |
| 1939  | 64 711    | [ 10 ] |
| 1946  | 85 649    | [ 11 ] |

## Administrateurs de l'arrondissement

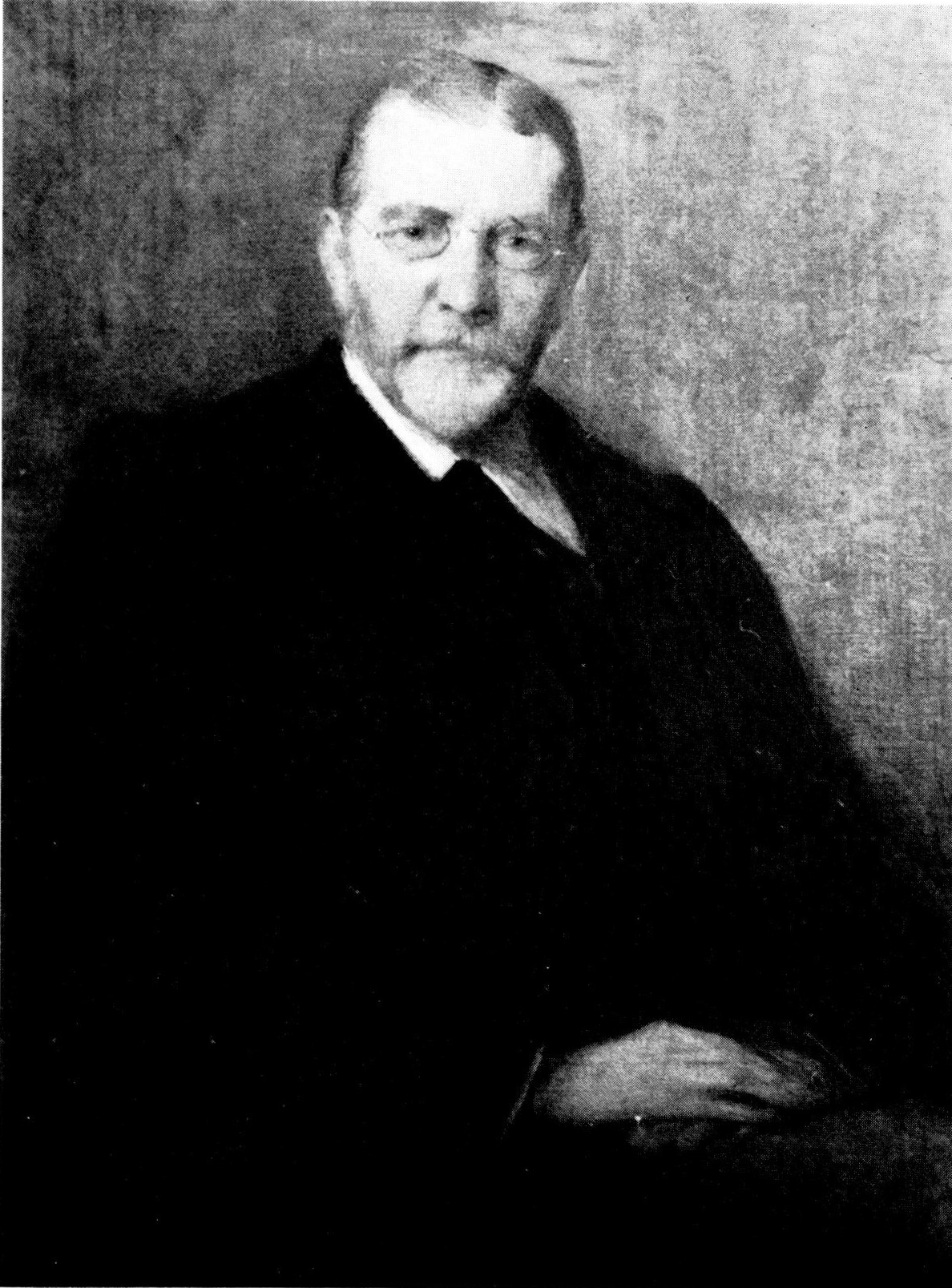
Administrateur de l'arrondissement Adolf von Heppe

- 1816–1846 Karl von Uslar-Gleichen
- 1846–1860 Hans von Flotow
- 1860–1872 Eduard Herold (de)
- 1872–1880 Adolf von Heppe
- 1880–1900 Werner Schotte (de)
- 1900–1916 Ernst Wagner (de)
- 1916–1920 Rudolf Mangold (de)
- 1920–1926 Wilhelm Apel (de)
- 1926–1932 Eduard Gaertig (de)
- 1932–1933 Ludwig Hamann
- 1933–1945 Walter Sethe (de)
- 1945–1950 Karl Heym (de)

## Constitution communale
Depuis le XIXe siècle, l'arrondissement de Schleusingen est divisé en villes, en communes rurales et en districts de domaine. Avec l'introduction de la loi constitutionnelle prussienne sur les communes du 15 décembre 1933 ainsi que le code communal allemand du 30 janvier 1935, le principe du leader est appliqué au niveau municipal. Une nouvelle constitution d'arrondissement n'est plus créée; Les règlements de l'arrondissement pour les provinces de Prusse-Orientale et Occidentale, de Brandebourg, de Poméranie, de Silésie et de Saxe du 19 mars 1881 restent applicables.

## Communes

### Situation en 1939
En 1939, l'arrondissement de Schleusingen comprend deux viles et 45 autres communes : 
| - Ahlstädt - Albrechts - Altendambach - Benshausen - Bischofrod - Breitenbach - Christes - Dietzhausen - Dillstädt - Ebertshausen - Eichenberg - Erlau | - Fischbach - Frauenwald - Geisenhöhn - Gerhardtsgereuth - Gethles - Goldlauter - Gottfriedsberg - Heckengereuth - Hinternah - Hirschbach - Kloster Veßra - Kühndorf | - Langenbach - Mäbendorf - Neuendambach - Neuhof - Oberrod - Rappelsdorf - Ratscher - Rohr - Sankt Kilian - Schleusingen, ville - Schleusingerneundorf - Schmiedefeld am Rennsteig | - Schönau - Schwarza - Silbach - Steinbach - Stützerbach - Suhl, ville - Vesser - Viernau - Waldau - Wichtshausen - Wiedersbach |

En 1939, l'arrondissement de Suhl comprend également les districts forestiers non constitués en commune de Dietzhausen, Erlau, Hinternah, Schmiedefeld, Schwarza et Suhl.

### Communes dissoutes ou supprimées avant 1939
- Heinrichs, incorporé à la ville de Suhl le 1er janvier 1936
- Suhlerneundorf, incorporé à la ville de Suhl le 1er janvier 1936
- Heiderbach, incorporé à la commune de Goldlauter le 1er avril 1938

### Changements de nom
En 1929, la commune de Raasen reçoit le nouveau nom de Sankt Kilian.